# Gottlieb Heinrich Friedrich Leopold
Gottlieb Heinrich Friedrich Leopold (* 5. Oktober 1765 in Niedersachswerfen; † 19. September 1842 in Blankenburg (Harz)) war ein deutscher Pädagoge und evangelisch-lutherischer Geistlicher in Blankenburg.

## Leben
Leopold war ein Sohn des Pfarrers Johann Leopold. Er besuchte die Klosterschule Ilfeld und studierte an der Georg-August-Universität Göttingen Evangelische Theologie. Von 1789 bis 1802 war er Konrektor und von 1802 bis 1824 Rektor des Herzoglichen Gymnasiums Rudolph-Augusteum (heute Gymnasium Am Thie) in Blankenburg. Damit verbunden war das Amt des Garnisonspredigers; der Rektor war auch Subprior des Klosters Michaelstein. 1824 wurde er Superintendent und Pfarrer an der dortigen Kirche St. Bartholomäus, Prior von Michaelstein und Ephorus (Schulrat). Im November 1829 zeichnete ihn Herzog Karl II. mit dem Titel Kirchenrat aus. 
Als 1830 die bisherige Inspektion Blankenburg zu einer Generalinspektion mit Aufsicht über die Kirchenbezirke (Inspektionen)  Blankenburg, Hasselfelde und Walkenried erhoben wurde, wurde Leopold ihr erster Generalsuperintendent. 1839 feierte er sein fünfzigjähriges Amtsjubiläum. Dazu erschienen eine Reihe von Gratulationschriften.
Seine umfangreiche Nachlass-Bibliothek wurde 1843 in Blankenburg versteigert.